# سیارک ۶۱۴۶
سیارک ۶۱۴۶ (به انگلیسی: 6146 Adamkrafft، نامگذاری:3262T-2) شش هزار و صد و چهل و ششمین سیارک کشف شده‌است که در ۳۰ سپتامبر ۱۹۷۳ کشف شد.
قدر مطلق سیارک برابر ۱۳٫۰۰ است.